# Stazione meteorologica di Chiusaforte-Saletto di Raccolana
La stazione meteorologica di Chiusaforte-Saletto di Raccolana è la stazione meteorologica di riferimento relativa alla località di Chiusaforte.

## Coordinate geografiche
La stazione meteorologica è situata nell'Italia nord-orientale, nel Friuli-Venezia Giulia, in provincia di Udine, nel comune di Chiusaforte, in località Saletto di Raccolana, a 517 metri s.l.m. e alle coordinate geografiche 46°14′N 13°14′E.

## Dati climatologici
Secondo i dati medi del trentennio 1961-1990, la temperatura media del mese più freddo, gennaio, si attesta a -3,0 °C, mentre quella del mese più caldo, luglio, è di +18,2 °C .
| Chiusaforte-Saletto di Raccolana | Mesi | Mesi | Mesi | Mesi | Mesi | Mesi | Mesi | Mesi | Mesi | Mesi | Mesi | Mesi | Stagioni | Stagioni | Stagioni | Stagioni | Anno |
| Chiusaforte-Saletto di Raccolana | Gen  | Feb  | Mar  | Apr  | Mag  | Giu  | Lug  | Ago  | Set  | Ott  | Nov  | Dic  | Inv      | Pri      | Est      | Aut      | Anno |
| -------------------------------- | ---- | ---- | ---- | ---- | ---- | ---- | ---- | ---- | ---- | ---- | ---- | ---- | -------- | -------- | -------- | -------- | ---- |
| T. max. media (°C)               | −0,6 | 1,9  | 7,5  | 13,1 | 18,3 | 22,1 | 24,6 | 23,7 | 20,0 | 12,3 | 5,7  | 1,2  | 0,8      | 13,0     | 23,5     | 12,7     | 12,5 |
| T. min. media (°C)               | −5,4 | −4,7 | −1,4 | 2,8  | 6,4  | 10,1 | 11,8 | 11,4 | 8,7  | 4,4  | 0,7  | −3,5 | −4,5     | 2,6      | 11,1     | 4,6      | 3,4  |